# Dame-Marie (Eure)
Dame-Marie és un municipi francès situat al departament de l'Eure i a la regió de Normandia. L'any 2007 tenia 85 habitants.

## Demografia

### Població
El 2007 la població de fet de Dame-Marie era de 85 persones. Hi havia 32 famílies, de les quals 8 eren unipersonals (8 homes vivint sols), 12 parelles sense fills i 12 parelles amb fills.
La població ha evolucionat segons el següent gràfic:
Habitants censats

### Habitatges
El 2007 hi havia 48 habitatges, 34 eren l'habitatge principal de la família, 13 eren segones residències i 1 estava desocupat. Tots els 48 habitatges eren cases. Dels 34 habitatges principals, 28 estaven ocupats pels seus propietaris, 5 estaven llogats i ocupats pels llogaters i 2 estaven cedits a títol gratuït; 1 tenia dues cambres, 5 en tenien tres, 12 en tenien quatre i 17 en tenien cinc o més. 25 habitatges disposaven pel capbaix d'una plaça de pàrquing. A 18 habitatges hi havia un automòbil i a 16 n'hi havia dos o més.

### Piràmide de població
La piràmide de població per edats i sexe el 2009 era:
| Homes | Edats   | Dones |
| ----- | ------- | ----- |
| 0     | 95 o +  | 0     |
| 0     | 90 a 94 | 0     |
| 0     | 85 a 89 | 0     |
| 0     | 80 a 84 | 0     |
| 0     | 75 a 79 | 0     |
| 4     | 70 a 74 | 0     |
| 4     | 65 a 69 | 4     |
| 0     | 60 a 64 | 4     |
| 0     | 55 a 59 | 0     |
| 4     | 50 a 54 | 4     |
| 4     | 45 a 49 | 8     |
| 8     | 40 a 44 | 4     |
| 4     | 35 a 39 | 0     |
| 4     | 30 a 34 | 4     |
| 8     | 25 a 29 | 0     |
| 0     | 20 a 24 | 0     |
| 12    | 15 a 19 | 0     |
| 8     | 10 a 14 | 0     |
| 12    | 5 a 9   | 12    |
| 0     | 0 a 4   | 0     |

## Economia
El 2007 la població en edat de treballar era de 54 persones, 42 eren actives i 12 eren inactives. De les 42 persones actives 40 estaven ocupades (25 homes i 15 dones) i 2 estaven aturades (1 home i 1 dona). De les 12 persones inactives 3 estaven jubilades, 4 estaven estudiant i 5 estaven classificades com a «altres inactius».
Activitats econòmiques
Dels 6 establiments que hi havia el 2007, 1 era d'una empresa de fabricació d'altres productes industrials, 1 d'una empresa de transport, 1 d'una empresa immobiliària i 3 d'empreses de serveis.
L'any 2000 a Dame-Marie hi havia 13 explotacions agrícoles que ocupaven un total de 1.048 hectàrees.

## Poblacions més properes
El següent diagrama mostra les poblacions més properes.